# Jermaine Jenas
Jermaine Jenas, né le 18 février 1983 à Nottingham, est un footballeur international anglais qui évolue au poste de milieu de terrain.

## Biographie

### Joueur
Le 27 septembre 2012, Jenas est prêté pour un mois à Nottingham Forest (D2 anglaise). Le 1er novembre suivant, le prêt est prolongé jusqu'au mois de janvier.
Il met fin à sa carrière sportive en janvier 2016.

### Consultant
En fin d'année 2014, Jenas devient consultant pour la chaîne ITV Sport pour les soirées de Ligue Europa. En novembre 2014, il rejoint le groupe BBC où il devient notamment consultant dans l'émission Match of the Day.
En 2024, il 

## Palmarès
- Tottenham Hotspur
  - Vainqueur de la League Cup en 2008
  - Finaliste de la League Cup en 2009.

## Sélection
- Première sélection en A en février 2003 lors d'un match face à l'Australie.